# Bạc Nhất Ba
Bạc Nhất Ba là một nhà chính trị Trung Quốc, một “công thần lập quốc” từng tham gia cách mạng Trung Quốc từ những ngày đầu, cùng thế hệ với Mao Trạch Đông và Đặng Tiểu Bình. Ông là một trong Bát đại nguyên lão. Ông là cha của Bạc Hy Lai. Ông là một trong những người theo đường lối cứng rắn mạnh mẽ nhất cùng với Lý Tiên Niệm, Vương Chấn và Trần Vân.
Ông là ủy viên dự khuyết và sau đó thành viên của Bộ Chính trị, Phó Thủ tướng, Chủ tịch của Ủy ban Kinh tế Nhà nước, Phó Chủ tịch Ban cố vấn của Trung ương Đảng Cộng sản Trung Quốc. Bạc Nhất Ba là một trong các cựu chiến binh cách mạng thanh trừng của Mao Trạch Đông ủng hộ Tứ nhân bang trở lại cầm quyền sau cái chết của Mao. 

## Chặng đường tham gia cách mạng[1]
Bạc Nhất Ba sinh ra ở Thái Nguyên, Sơn Tây, vào năm 1908. Ông gia nhập Đảng Cộng sản Trung Quốc năm 1925, ở tuổi 17.
Thời gian đầu, Bạc Nhất Ba chủ yếu làm công tác binh vận, do vậy nhiều lần bị bắt giam vào ngục. Tới năm 1946, khi cuộc nội chiến Trung Quốc nổ ra, Bạc Nhất Ba bắt đầu giữ những chức vụ lãnh đạo trong quân đội.
Năm 1949, sau khi cuộc nội chiến kết thúc với phần thắng lợi thuộc về Đảng Cộng sản ở Trung Quốc, Bạc Nhất Ba trở thành một trong những gương mặt chủ chốt của chính quyền Trung Quốc mới. Bạc từng giữ nhiều chức vụ quan trọng, từ Bộ trưởng Tài chính đầu tiên rồi Chủ nhiệm Ủy ban Kinh tế Quốc gia kiêm Phó Thủ tướng Quốc vụ viện.
Năm 1963, Bạc Nhất Ba được bổ nhiệm làm Chủ nhiệm Ủy ban Kế hoạch Quốc gia, tham gia hoạch định Kế hoạch 5 năm lần thứ ba của Trung Quốc. Đây có thể nói là thời kỳ đỉnh cao quyền lực của chính trị gia họ Bạc.

## Thời kì "Đại Cách mạng văn hóa"[2]
Bạc Nhất Ba là bộ trưởng Tài chính đầu tiên (1949-1953), đến tháng 12 năm 1953 thì mất chức này vào tay Đặng Tiểu Bình, cho đến khi đó vẫn là bạn chính trị với nhau. Ông giữ chức phó chủ nhiệm (1952-1956), rồi chủ nhiệm (1956-1959) của Ủy ban Kế hoạch Nhà nước, chủ tọa các chính sách kinh tế trong kế hoạch “Đại Nhẩy Vọt”. Tại Đại hội Đảng lần thứ 8 năm 1956, ông được bầu vào Bộ Chính trị.
Cuộc "Cách mạng Văn hóa" do Mao Trạch Đông lãnh đạo nhằm mục đích loại bỏ các thành phần “tư sản tự do”, tuy nhiên, thực chất là để Mao Trạch Đông lấy lại quyền kiểm soát Đảng Cộng sản Trung Quốc sau cuộc Đại nhảy vọt bị thất bại dẫn đến sự tổn thất quyền lực đáng kể của Mao so với đối thủ chính trị là Lưu Thiếu Kỳ, và cũng để loại bỏ những người bất đồng ý kiến như Đặng Tiểu Bình hay Bành Đức Hoài,... Bạc Nhất Ba cũng là một đối tượng bị “loại bỏ”, ông bị coi là người đứng đầu cái gọi là “tập đoàn phản động Bạc Nhất Ba” Hồng vệ binh - lực lượng chính của cuộc Cách mạng Văn hóa liệt Bạc Nhất Ba vào “Tập đoàn 61 tên phản Đảng” và kết án Bạc 12 năm tù giam (thực chất bỏ tù và hành hạ suốt 15 năm).
Bản án oan khuất của Bạc Nhất Ba cũng kéo theo sự liên lụy của tất cả các thành viên gia đình họ Bạc. Bà Hồ Minh - vợ ông Bạc Nhất Ba, mẹ ruột của Bạc Hy Lai cũng từng bị đấu tố và giam cầm, đầy ải cho tới chết trong nhà giam thời kỳ Cách mạng Văn hóa. Các con ông bị bỏ tù 5 năm rồi đầy đi các nơi hẻo lánh nhất. Hai anh trai của Bạc Hy Lai là Bạc Hy Vĩnh và Bạc Hy Thành cũng bị tống giam trong thời kỳ Cách mạng Văn hóa khiến gia đình họ Bạc tan nát, mỗi người một nơi.
Bản thân Bạc Hy Lai cũng bị đưa ra tòa xét xử trong thời kỳ này. Lúc đó Bạc Hy Lai mới chỉ 17 tuổi, song vì cất giữ những tài liệu về thân thế và quá trình hoạt động cách mạng của cha mình, Bạc Hy Lai đã bị Giang Thanh và “bè lũ 4 tên” vu cáo là “tàng trữ văn kiện bí mật” và kết án 5 năm tù giam.
Trong suốt thời gian ngồi tù, Bạc Nhất Ba vẫn thể hiện sự trung thành tuyệt đối với Đảng Cộng sản Trung Quốc. Chính trị gia thất thế họ Bạc vẫn hằng ngày đọc sách về chủ nghĩa Mác - Lênin cùng các trước tác của Mao Trạch Đông và kiên quyết đấu tranh với bè lũ phản động Lâm Bưu cũng như Giang Thanh và phe cánh.

## Chặng đường sau "Đại cách mạng văn hóa"
Đến thời đại Đặng Tiểu Bình, ông được phục hồi chức vụ phó thủ tướng, trong Đại hội Đảng năm 1979, ông được bầu vào Bộ Chính trị và ở đó cho đến Đại hội lần thứ 12 năm 1982. Từ 1979, ông giúp Đặng Tiểu Bình thực hiện chính sách “cải cách và mở cửa”, từng được bầu là chủ tịch danh dự Hội đồng Xúc tiến Ngoại thương, chủ tịch Ủy ban Kinh tế Nhà nước.

## Qua đời
Cuối năm 2006, ông bị bệnh nặng. Ủy ban thường vụ Bộ Chính trị ra lệnh cho Bệnh viện 301, Bệnh viện 305, Bệnh viện Thống Nhất, Bệnh viện Hoa-Nhật Hữu Nghị thành lập bốn toán chuyên khoa thường trực chăm sóc ông. Ông mất ngày 15 tháng 01 năm 2007, thọ gần 99 tuổi.

## Quan điểm chính trị, kinh tế
Cuối thập niên 1950, Bạc Nhất Ba tham gia nhóm chống lại các chính sách kinh tế của Mao. Ông là người cương quyết theo chính sách kinh tế thị trường, nhất là sau chuyến thăm các công xưởng của hãng làm máy bay Boeing ở Mỹ vào thập niên 1980.
Ông hô hào chủ trương đàn áp cuộc biểu tình ở Thiên An Môn năm 1989 và tích cực hậu thuẫn việc hạ bệ Hồ Diệu Bang.
Trong thời kỳ cuối đời, ông với danh nghĩa là "bát đại nguyên lão" vẫn còn quyền xét duyệt các văn Kiện của uỷ ban thường vụ bộ chính trị cơ quan đầu não của Trung Quốc. Bản thân ông nhận thấy và có nhiều trăn trở về vấn đề cốt lõi của chính quyền như "khẳng định tính chính danh, duy ngã độc tôn của Đảng", về vấn đề tham nhũng, đánh giá về Mao Trạch Đông...